# Бояджи, Дики
Димитар «Дики» Бояджи (макед. Димитар „Дики“ Бојаџи; род. 24 февраля 1939) — северо-македонский пловец, специализировавшийся на длинных дистанциях и марафонском плавании. Многократный чемпион югославской Республики Македонии.

## Биография
Димитар Бояджи родился 24 февраля 1939 года в Охриде.
Окончил Высшую школу внешней торговли в Белграде в 1970 году и Высшую педагогическую школу в Скопье в 1975 году.

## Карьера
Был членом клуба «Охридские волны» (макед. Охридски бранови). Становился чемпионом югославской Республики Македонии в 17 дисциплинах на короткой воде, установив за карьеру 8 национальных рекордов.
В марафонском плавании выигрывал соревнования на реке Сава на 24 км (в 1959 году) и на национальном чемпионате на Охридском озере (в 1959, 1963 и 1965 годах). На международных соревнованиях на Охридском озере завоевал второе место в 1966 и два третьих места в 1962 и 1965 .
Занял первое место в марафоне «Капри — Неаполь» в 1960 году и выступал на этих соревнованиях до 1967 года, занимая призовые места. Также Бояджи выступал в международных марафонах в США, Канаде, Египте и Сирии.
Он был признан лучшим спортсменом югославской Республики Македонии в 1960 и 1961 годах.